# Testimoni de càrrec (pel·lícula)
Testimoni de càrrec (títol original en anglès Witness for the Prosecution) és una pel·lícula estatunidenca de Billy Wilder, estrenada el 1957. És l'adaptació d'un relat curt d'Agatha Christie i està rodada en blanc i negre. Aquesta pel·lícula ha estat doblada al català.

## Argument
Sir Wilfrid, un brillant i experimentat advocat especialista de causes perdudes, surt d'una estada perllongada en un hospital i, per motius de salut, ha de renunciar a ocupar-se dels assumptes criminals massa excitants. Aleshores, Leonard Vole, acusat de l'homicidi de la Sra. French, va a demanar-li ajuda. Encara que l'assumpte es presenti particularment apassionant, Sir Wilfrid es nega a ocupar-se'n per preservar la seva salut i li aconsella un altre advocat, Mr Brogan-Moore, un dels seus antics alumnes. Després que Leonard Vole se'n vagi del despatx de Sir Wilfrid, Christine Vole, la dona de Leonard, fa la seva aparició. És la seva única coartada per al vespre de l'homicidi. La seva actitud molt freda i el seu paper crucial en l'assumpte faran canviar Sir Wilfrid d'opinió i decideix, malgrat tot, d'ocupar-se d'aquest assumpte fascinant.

## Repartiment
- Tyrone Power: Leonard Vole
- Marlene Dietrich: Christine Vole
- Charles Laughton: Sir Wilfrid Robarts
- Elsa Lanchester: Miss Plimsoll
- John Williams: Brogan-Moore
- Henry Daniell: Mayhew
- Ian Wolfe: Carter
- Una O'Connor: Janet McKenzie
- Torin Thatcher: Mr Myers
- Francis Compton: El jutge
- Norma Varden: Sra. French
- Philip Tonge: L'inspector Hearne
- Ruta Lee: Diana
- Molly Roden: Miss Mottuah

## Premis i nominacions

### Premis
- 1958: Globus d'Or a la millor actriu secundària per Elsa Lanchester

### Nominacions
- 1958: Oscar al millor actor per Charles Laughton
- 1958: Oscar a la millor actriu secundària per Elsa Lanchester
- 1958: Oscar al millor director per Billy Wilder
- 1958: Oscar al millor muntatge per Daniel Mandell
- 1958: Oscar a la millor fotografia per Arthur Hornblow Jr.
- 1958: Oscar a la millor edició de so per Gordon Sawyer
- 1958: Globus d'Or al millor film dramàtic
- 1958: Globus d'Or al millor actor dramàtic per Charles Laughton
- 1958: Globus d'Or a la millor actriu dramàtica per Marlene Dietrich
- 1958: Globus d'Or al millor director per Billy Wilder
- 1959: BAFTA al millor actor estranger per Charles Laughton